# Lipovník, Topoľčany
Lipovník este o comună slovacă, aflată în districtul Topoľčany din regiunea Nitra. Localitatea se află la altitudinea de 262 m deasupra n.m., se întinde pe o suprafață de 6,44 km2 și în 2017 număra 320 de locuitori.

## Istoric
Localitatea Lipovník este atestată documentar din 1283.

## Demografie
| An:                | 1994 | 2004   | 2014   | 2024   |
| ------------------ | ---- | ------ | ------ | ------ |
| Număr de persoane: | 345  | 332    | 324    | 309    |
| Diferență:         |      | −3,76% | −2,40% | −4,62% |

| An:                | 2023 | 2024   |
| ------------------ | ---- | ------ |
| Număr de persoane: | 311  | 309    |
| Diferență:         |      | −0,64% |